# جانی هریس (روزنامه‌نگار)
جانی هریس (زاده ۲۸ مه ۱۹۸۸) فیلم‌ساز آمریکایی، روزنامه‌نگار مستقل و یوتیوبر ساکن واشنگتن است. هریس مجموعه مرزها را برای تارنمای لیبرال آمریکایی واکس تهیه کرده است. او همچنین سه ویدیو برای نیویورک تایمز ساخت.